# 宿命 (小説)
『宿命』（しゅくめい）は、東野圭吾が1990年に発表したミステリー小説。単行本は講談社ノベルスから1990年5月に刊行され、1993年7月に講談社文庫版が刊行された。
2004年には、WOWOWでテレビドラマ化され放送された。

## あらすじ
高校時代の初恋の女性と心ならずも別れなければならなかった和倉勇作は、その後、警察官となった。その勇作が担当となった殺人事件の容疑者として現われたのは、なんと学生時代のライバルの瓜生晃彦で、勇作の初恋の女性の夫となっていた。

## 登場人物
瓜生晃彦（うりゅう あきひこ）
統和医科大学の医師。瓜生家の長男
和倉勇作（わくら ゆうすけ）
島津署刑事・巡査部長。晃彦の小中高の同級生でライバル
瓜生美佐子（うりゅう みさこ）
晃彦の妻。勇作の初恋の女性
日野早苗（ひの さなえ）
レンガ病院の患者。転落死した
瓜生直明（うりゅう なおあき）
晃彦の父。UR電産社長。病死
瓜生亜耶子（うりゅう あやこ）
直明の後妻。明彦の継母
瓜生弘昌（うりゅう ひろまさ）
晃彦の母親違いの弟
瓜生園子（うりゅう そのこ）
晃彦の母親違いの妹
内田澄江（うちだ すみえ）
瓜生家の家政婦
須貝正清（すがい まさひこ）
UR電産新社長。瓜生家の遠縁
松村顕治（まつもら けんじ）
UR電産常務。瓜生派
江島壮介（えじま そうすけ）
美佐子の父。元UR電産勤務
織田（おだ）
県警刑事部捜査一課・警部補。捜査で勇作と組む

## 刊行書誌
- 単行本：1990年5月30日発売[1]、講談社ノベルス 、ISBN 978-4-06-181487-5
- 文庫本：1993年7月6日発売[2]、講談社文庫、ISBN 978-4-06-185444-4

## テレビドラマ

### 概要
2004年12月26日に、WOWOWの『ドラマW』枠で放送された。

### キャスト
- 瓜生晃彦：藤木直人
- 和倉勇作：柏原崇
- 瓜生美佐子：本上まなみ
- 日野早苗：飯島直子
- 須貝正清：矢島健一
- 瓜生園子：水川あさみ
- 内田澄江：手塚理美
- 瓜生亜耶子：筒井真理子
- 瓜生直明：品川徹
- 江島壮介：大出俊
- 諏訪湖署の西方警部補：東幹久
- 松村顕治：中村嘉葎雄

### スタッフ
- 監督：若松節朗
- 脚本：佐伯俊道
- 撮影：山岸桂一
- スタントコーディネート：釼持誠
- プロデューサー：青木泰憲、高橋萬彦
- 主題歌：「シュクメイ」藤木直人